# Macki
Maćki [pronunciación en polaco: /ˈmat͡ɕki/] (en alemán: Schönbrunn) es un pueblo ubicado en el distrito administrativo de Gmina Węgorzewo, dentro del condado de Węgorzewo, Voivodato de Varmia y Masuria, en el norte de Polonia, cerca de la frontera con el Óblast de Kaliningrado de Rusia .